# Anisomys imitator
Anisomys imitator är en däggdjursart som beskrevs av Thomas 1904. Anisomys imitator är ensam i släktet Anisomys som ingår i familjen råttdjur. IUCN kategoriserar arten globalt som livskraftig. Inga underarter finns listade.
Det vetenskapliga släktnamnet är bildat av de grekiska orden anisos (inte enhetlig) och mys (mus). Det syftar på framtänderna som är bredare i överkäken än i underkäken. Artepitet är latin för imitatör på grund av att arten efterliknar nakensvansade råttor (Uromys).
Denna gnagare förekommer i Nya Guineas centrala och östra bergstrakter. Den vistas där mellan 1200 och 3500 meter över havet. Habitatet utgörs av tropiska regnskogar.
Anisomys imitator når en kroppslängd (huvud och bål) av 21 till 29 cm, en svanslängd av 29 till 36 cm och en vikt mellan 390 och 580 g. Den korta grova pälsen har på ovansidan en grå färg och buken är vitaktig. Vid nosen och kring ögonen kan pälsen vara svart. Svansen är täckt med fjäll och några glest fördelade hår. Arten skiljer sig i tändernas och hannens penis konstruktion från andra råttdjur på Nya Guinea.
Levnadssättet är föga känt. Arten bygger sina bon av blad på marken. Djuret vistas främst på marken men den kan klättra i växtligheten. Anisomys imitator äter nötter och andra växtdelar.